# Entomobrya albocincta
Entomobrya albocincta is een springstaartensoort uit de familie van de Entomobryidae. De wetenschappelijke naam van de soort is voor het eerst geldig gepubliceerd in 1835 door Templeton.